# Karla Henry
Karla Paula Ginteroy Henry (Limay, 23 maggio 1986) è una modella filippina, di origini canadesi, vincitrice del concorso Miss Terra 2008.

## Carriera
Karla Henry è stata eletta Miss Terra ad Angeles il 9 novembre 2008, battendo le altre ottantaquattro concorrenti in gara. È stata la prima donna filippina ad essere eletta Miss Terra. In precedenza la Henry era stata eletta anche Miss Mondo Filippine, dove aveva rappresentato la città di Cebu. Durante l'anno di regno Karla Henry, insieme alla precedente Miss Terra Jessica Trisko, è stata testimonial del programma promosso dal ministero del turismo delle Filippine e chiamato "Rediscovering the Best of Metropolitan Manila, People, Places, Products and Practices". Inoltre è stata madrina di varie iniziate ecologiste, la maggior parte delle quali organizzate dalla stessa produzione di Miss Terra, come il progetto "Toxics-Free Christmas: Our Gift to the World". Ha anche partecipato al primo "Green Fashion Show", organizzato da Al Gore e tenutosi a Miami, che è stato trasmesso in tutto il mondo dalla CBS, dalla NBC, da Telemundo e Mega TV.